# Grand Prix ISU di pattinaggio di figura 2011-2012
Il Grand Prix ISU di pattinaggio di figura 2011-2012 è stato la 17ª edizione della competizione. È iniziato il 21 ottobre 2011 e si è conclusa l'11 dicembre 2011, con la finale disputata a Québec, in Canada.

## Calendario
| Gara | Nome dell'evento           | Sede        | Date             |
| ---- | -------------------------- | ----------- | ---------------- |
| 1    | Skate America              | Ontario     | 21 - 23 ottobre  |
| 2    | Skate Canada International | Mississauga | 28 - 30 ottobre  |
| 3    | Cup of China               | Shanghai    | 4 - 6 novembre   |
| 4    | Trofeo NHK                 | Sendai      | 11 - 13 novembre |
| 5    | Trofeo Eric Bompard        | Parigi      | 18 - 20 novembre |
| 6    | Cup of Russia              | Mosca       | 25 - 27 novembre |
| 7    | Grand Prix Final           | Québec      | 8 - 11 dicembre  |

## Risultati
| Evento        | Disciplina        | Oro                               | Argento                            | Bronzo'                                 |
| Skate America | Singolo maschile  | Michal Březina                    | Kevin van der Perren               | Takahiko Kozuka                         |
| Skate America | SIngolo femminile | Alissa Czisny                     | Carolina Kostner                   | Viktoria Helgesson                      |
| Skate America | Coppie            | Aliona Savchenko / Robin Szolkowy | Dan Zhang / Hao Zhang              | Kirsten Moore-Towers / Dylan Moscovitch |
| Skate America | Danza su ghiaccio | Meryl Davis / Charlie White       | Nathalie Péchalat / Fabian Bourzat | Isabella Tobias / Deividas Stagniūnas   |

| Evento       | Disciplina        | Oro                                  | Argento                      | Bronzo                         |
| Skate Canada | SIngolo maschile  | Patrick Chan                         | Javier Fernández             | Daisuke Takahashi              |
| Skate Canada | SIngolo femminile | Elizaveta Tuktamyševa                | Akiko Suzuki                 | Ashley Wagner                  |
| Skate Canada | Coppie            | Tat'jana Volosožar / Maksim Tran'kov | Wenjing Sui / Cong Han       | Meagan Duhamel / Eric Radford  |
| Skate Canada | Danza su ghiaccio | Tessa Virtue / Scott Moir            | Kaitlyn Weaver / Andrew Poje | Anna Cappellini / Luca Lanotte |

| Evento       | Disciplina        | Oro                                  | Argento                         | Bronzo                                  |
| Cup of China | SIngolo maschile  | Jeremy Abbott                        | Nobunari Oda                    | Nan Song                                |
| Cup of China | Singolo femminile | Carolina Kostner                     | Mirai Nagasu                    | Adelina Sotnikova                       |
| Cup of China | Coppie            | Juko Kavaguti / Aleksandr Smirnov    | Dan Zhang / Hao Zhang           | Kirsten Moore-Towers / Dylan Moscovitch |
| Cup of China | Danza su ghiaccio | Ekaterina Bobrova / Dmitrij Solov'ëv | Maia Shibutani / Alex Shibutani | Pernelle Carron / Lloyd Jones           |

| Evento     | Disciplina        | Oro                               | Argento                        | Bronzo                            |
| NHK Trophy | Singolo maschile  | Daisuke Takahashi                 | Takahiko Kozuka                | Ross Miner                        |
| NHK Trophy | Singolo femminile | Akiko Suzuki                      | Mao Asada                      | Alëna Leonova                     |
| NHK Trophy | Coppie            | Juko Kavaguti / Aleksandr Smirnov | Narumi Takahashi / Mervin Tran | Aliona Savchenko / Robin Szolkowy |
| NHK Trophy | Danza su ghiaccio | Maia Shibutani / Alex Shibutani   | Kaitlyn Weaver / Andrew Poje   | Elena Ilinych / Nikita Kacalapov  |

| Evento               | Disciplina        | Oro                                  | Argento                            | Bronzo                         |
| Trophée Eric Bompard | Singolo maschile  | Patrick Chan                         | Nan Song                           | Michal Březina                 |
| Trophée Eric Bompard | Singolo femminile | Elizaveta Tuktamyševa                | Carolina Kostner                   | Alissa Czisny                  |
| Trophée Eric Bompard | Coppie            | Tat'jana Volosožar / Maksim Tran'kov | Vera Bazarova / Jurij Larionov     | Meagan Duhamel / Eric Radford  |
| Trophée Eric Bompard | Danza su ghiaccio | Tessa Virtue / Scott Moir            | Nathalie Péchalat / Fabian Bourzat | Anna Cappellini / Luca Lanotte |

| Evento         | Disciplina        | Oro                               | Argento                           | Bronzo                               |
| Rostelecom Cup | Singolo maschile  | Yuzuru Hanyū                      | Javier Fernández                  | Jeremy Abbott                        |
| Rostelecom Cup | Singolo femminile | Mao Asada                         | Alëna Leonova                     | Adelina Sotnikova                    |
| Rostelecom Cup | Coppie            | Aliona Savchenko / Robin Szolkowy | Juko Kavaguti / Aleksandr Smirnov | Stefania Berton / Ondřej Hotárek     |
| Rostelecom Cup | Danza su ghiaccio | Meryl Davis / Charlie White       | Kaitlyn Weaver / Andrew Poje      | Ekaterina Bobrova / Dmitrij Solov'ëv |

| Evento           | Disciplina        | Oro                               | Argento                              | Bronzo                             |
| Grand Prix Final | Singolo maschile  | Patrick Chan                      | Daisuke Takahashi                    | Javier Fernández                   |
| Grand Prix Final | Singolo femminile | Carolina Kostner                  | Akiko Suzuki                         | Alëna Leonova                      |
| Grand Prix Final | Coppie            | Aliona Savchenko / Robin Szolkowy | Tat'jana Volosožar / Maksim Tran'kov | Juko Kavaguti / Aleksandr Smirnov  |
| Grand Prix Final | Danza su ghiaccio | Meryl Davis / Charlie White       | Tessa Virtue / Scott Moir            | Nathalie Péchalat / Fabian Bourzat |